# Zero Emissions Research and Initiatives
Zero Emissions Research and Initiatives (ZERI) wurde 1994 von Gunter Pauli an der United Nations University (UNU) mit der Unterstützung der japanischen Regierung ins Leben gerufen. Drei Jahre, bevor das Kyoto-Protokoll 1997 verabschiedet wurde, führte der belgische Ökonom und Unternehmer Pauli ein Team von Wissenschaftlern an, um ein neues Geschäftsmodell zu entwerfen, das ohne Abfall und Umwelt-Emissionen funktionieren sollte.
Von der Art und Weise inspiriert, wie Ökosysteme funktionieren, schlug die Forschungsinitiative vor, Nähr- sowie Werkstoffe und die Energieerzeugung so zu integrieren, dass unsere Produktions- und Konsumsysteme die global verfügbaren Ressourcen optimal nutzen. Auf Grundlage dieser Ideen entwickelte Gunter Pauli 2009 zusammen mit einem Team von Initiatoren in Berlin die Vision The Blue Economy, um Unternehmer aller Welt zum Handeln aufzufordern.

## Grundprinzip
Eines der Grundprinzipien von ZERI besteht darin, Abfall als Ressource zu verstehen. Die einzige Spezies der Erde, die etwas produziert, das niemandem nutzt, ist die menschliche.
1996 entschieden das United Nations Development Programme (UNDP) und Gunter Pauli, eine ZERI Stiftung mit dem Ziel ins Leben zu rufen, die Design-Prinzipien der Natur in erste Erfahrungen umzusetzen. Inzwischen gibt es 26 Projektbüros auf der gesamten Welt.
Heute umfasst ZERI ein weltweites Netzwerk von kreativen Köpfen, die nach Lösungen zu den grundlegenden Herausforderungen dieser Welt suchen.
Von Ideen ausgehend basiert dieser Prozess immer auf Wissenschaft und öffentlich zugänglichen Informationen. Die Vision, die alle Mitglieder im ZERI-Netzwerk verfolgen, ist es, nachhaltige Lösungen für die Gesellschaft zu finden und ständig zu verbessern, angefangen bei geschlossenen Gemeinschaften bis hin zu Unternehmen, inspiriert von dem, was lokal verfügbar ist.
Für ZERI ist es wichtig, simultan an vielen Herausforderungen gleichzeitig zu arbeiten, um eine Synergie vieler Lösungen und verschiedener organisatorischer Ansätze zu ermöglichen.
Die nachhaltigen Lösungen basieren auf dem, was lokal verfügbar ist, aufbauend auf regionaler Kultur und Fähigkeiten, aber auch die Inspirationen des Ökosystems mit dem einbeziehend, was örtlich verfügbar ist.
Business muss zuerst und vor allem die Bedingung respektieren, unter der es gestattet ist, zu handeln: Befriedige die Bedürfnisse der Kunden. Auch Regierungen sind von dieser goldenen Regel nicht ausgenommen: Befriedige die Bedürfnisse des Steuerzahlers und die Bedürfnisse der Allgemeinheit.
Unglücklicherweise basieren die verbreitetsten Verständnisse von Führung auf Macht und Kontrolle. Weiter zu denken bedeutet jedoch für ZERI, eine zukünftige Generation zu generieren, mit jungen Köpfen zusammenzuarbeiten, die noch an die Erfüllung unmöglicher Träume glauben. Mit der Stimulation von Kreativitaet und Innovation glaubt ZERI, das kreative Potential eines jeden einzelnen zu wecken und an deren einzigartigen Beitrag für die eigene Entwicklung und der Allgemeinheit.
Mit der Natur im Einklang zu wirken bedeutet nicht, die Wissenschaft aufgeben und ein Einsiedler werden zu müssen.
Wissenschaft ist zwar der treibende Motor für ZERI, doch ist es auch Teil des Konzepts, Wissenschaft zu entmystifizieren und für jüngere Köpfe zugänglich zu machen, indem auch ausgiebig ZERI Bildungs-Komponenten (z. B. im Märchen-Format) einzusetzen, die die Funktionsweisen der Natur über Geschichten aufdecken.
ZERI ebnet den Weg für die Kreation eines neuen Stammes von Wissenschaftlern und Unternehmern, die mit der Natur im Einklang wirken, anstatt sie zu ignorieren oder gar gegen sie zu arbeiten.
Für ZERI liegt das wichtigste Investment in dem Kreieren einer gegenwärtigen und zukünftigen Generation, die nachhaltige Lebensgrundlagen sicherstellt und damit fähig ist, die Grundbedürfnisse aller Lebewesen dieser Erde zu befriedigen.

## ZERI-Zentren weltweit
Amerika
Brasilien, Chile, Kolumbien (Bogota und Manizales), Ecuador, USA (Massachusetts, New Mexico)
Europa
Deutschland (Berlin, Ahlen), Italien (Turin), Spanien (Madrid, Balearische Inseln, Kanarische Inseln), Schweden
Afrika
Ghana, Kenya, Namibia, Südafrika, Zimbabwe
Austral-Asia
Bhutan, Fiji, Indien, Japan

## Internationaler Vorstand
- Rt Hon Anders Wijkman (Schweden), Vize-Präsident des Club of Rome, Mitglied der Swedish Royal Academy of Sciences, ehemaliges Mitglied des Europäischen Parlaments and Präsident of Globe Europe (2000–2009)
- Ashok Khosla (India), Vorsitzender der Development Alternatives Group, Präsident der IUCN, Co-Präsident des Club of Rome
- Heitor Gurgulino de Souza (Brazil), Generalsekretär der Internationalen Association of University Presidents (IAUP), ehemaliger Rektor der UNU (1988–1997)
- Jorge Reynolds Pombo (Colombia), Wissenschaftler und Erfinder
- Yasuhiro Sakakibara (Japan), Unternehmer und Philanthrop